# Зета у доба Црнојевића
Зета у доба Црнојевића је историографски назив за српску средњовековну област Зете у доба владавине династије Црнојевића, од око 1451. до 1496. године. Током тог раздобља, Зета је обухватала средишње и јужне дијелове данашње Црне Горе, са Жабљаком и Цетињем као главним градовима. Настала је након повлачења Српске деспотовине са тог подручја у раздобљу од 1451. до 1456. године, а одржала се све до 1479. године, када је по први пут потпала под турску власт. Државност Зете је обновљена већ 1481. године и сачувана је све до 1496. године, када је Зета по други пут потпала под власт Османског царства. Током овог раздобља, у вријеме владавине Црнојевића, за подручје Горње Зете почиње се користити и назив Црна Гора. На овај период непосредно се надовезује и рано раздобље турске власти, од 1496. до око 1530. године, током кога су значајну улогу на том простору имали последњи представници породице Црнојевића, Стефан II Црнојевић и црногорски санџакбег Скендер Црнојевић.

## Историја

### Зета између Српске деспотовине и Млетачке републике
Током друге четвртине 15. века, на подручју Зете, која је почевши од 1421. године била у саставу Српске деспотовине, долази до низа сукоба са Млечанима који су из својих приморских упоришта настојали да потисну власт српских деспота не само са приморског подручја Доње Зете, већ и са подручја Горње Зете у унутрашњости. Током ових сукоба, зетски великаши и остали прваци у градовима и жупама пристајали су уз једну или другу страну, према тренутним приликама, а истакнуту улогу у војним и политичким збивањима на просторима Зете добија великашка породица Црнојевића, која се средином 15. века учврстила у областима Горње Зете. Иако су првобитно били у служби српског деспота Ђурђа Бранковића, Црнојевићи су у време слабљења Српске деспотовине прешли под окриље Млетачке републике, искористивши након 1451. године прилику за успостављање сопствене власти у већем делу Горње Зете, као и у појединим крајевима Доње Зете. Почевши од тог времена, Стефан Црнојевић је постао обласни господар Зете и оснивач династије која ће у тој области владати до краја 15. века.
Током претходних борби за превласт у областима Зете, Стефан Црнојевић се првобитно истакао као војвода у служби разних зараћених страна, којима се приклањао према тренутним приликама. Након 1441. године, када је велики војвода Стефан Вукчић Косача покушао да овлада Зетом, Стефан Црнојевић је привремено пристао уз њега, пошто му је син био талац код Косаче. Под Косачину власт је тада привремено потпала сва Горња Зета, као и део Доње Зете са градом Баром, али само привремено. Након 1444. године, српски деспот Ђурађ Бранковић је постепено обновио своју власт у областима Зете, а уз њега су тада пристали и Црнојевићи. Деспот је 1448. године предузео низ поход на млетачка упоришта у Доњој Зети, а његову војску су предводили војвода Алтоман и војвода Стефан Црнојевић, којима се придружила већина Паштровића. Иако поход на млетачки Бар није успео, борбе су настављене. Већ током 1451. године, Которани су покренули акцију за придобијање горњозетског војводе Стефана Црнојевића, који прелази на страну Млетачке републике, од које добија потврду своје војводске службе. То је довело до отвореног сукоба између Стефана Црнојевића и деспотовог намесника у Зети, војводе Алтомана, који је уз учешће дела војске из Горње Зете и турских одреда похарао баштинске поседе Црнојевића (од 590, попаљено је 570 објеката). Упркос томе, војвода Алтоман је претрпео пораз од Стефана Црнојевића, а ни слање нових појачања, која је у Зету упутио српски деспот, није уродило плодом. Деспотови одреди под командом Томе Кантакузина доживљавају 14. септембра 1452. године нови пораз од Стефанице Црнојевића. Деспотове снаге бивају потиснуте из већег дела Горње Зете, након чега им преостаје само област око тврђаве Медуна.

### Владавина Стефана Црнојевића
Почевши од 1451. године, Стефан Црнојевић се учврстио не само као војвода у млетачкој служби већ и као обласни поглавар на просторима Зете, са главним упориштем у областима Горње Зете, одакле је проширио своју власт и утицај. Све до 1456. године, његова област се према северу граничила са преосталим делом поседа Српске деспотовине око града Медуна, који је поменуте године потпао под турску власт. Током наредних година, Стефан је успео да се одржи као обласни господар у Зети, учврстивши своју власт уз ослонац на Млечане, са којима је такође имао и повремених спорова.

### Прва владавина Ивана Црнојевића
Стефана је наслиједио син Иван Црнојевић, који је владао Зетом у два наврата, први пут од 1465. до 1479. године, а затим поново од 1481. до 1490. године. Његову прву владавину обиљежила је борба за опстанак Зете, која се налазила на раскршћу супротстављених интереса Млетачке републике и Османског царства. Настојећи да се одржи, Иван Црнојевић је на једној страни покушавао да одржава добре односе са Млечанима, док се на другој страни трудио да своју државу сачува од Турака, пристајући на преузимање разних обавеза. Пошто су Турци дуго били заокупљени настојањем да од Млечана преотму Скадар, Иван Црнојевић је искористио њихову заузетост на тој страни да учврсти своју власт у земљи. Међутим, након турског избијања на сјеверне обале Скадарског језера током 1474. године, положај Зете је постао знатно тежи.

### Прво турско освајање Зете
Иако је Иван Црнојевић годинама успијевао да се одржи између Млетака и Турака, његова држава се 1479. године нашла на непосредном удару. У то вријеме, Турци су одлучили да сузбију Млетачки утицај у Албанији и Зети, те су стога извршили напад на Скадар, тадашње главно млетачко упориште у првобитној Млетачкој Албанији. Након запосједања Скадра у марту 1479. године, Турци су предузели напад и на Зету, усљед чега је Иван Црнојевић морао да напусти своју државу и потражи уточиште у Италији. Тако је Зета средином 1479. године по први пут потпала под турску власт, поставши саставни дио новоствореног Скадарског санџака, изван чијих су граница остали само Улцињ, Бар, Будва и Котор. Иако је изгубио државу, Иван Црнојевић се није помирио са губитком. Боравећи у Напуљској краљевини, припремао се за повратак у земљу, надајући се повољној прилици.

### Друга владавина Ивана Црнојевића
Прилика за ослобођење Зете од Турака појавила се већ у прољеће 1481. године, када је у Турској након смрти султана Мехмеда II дошло до унутрашњег превирања. Добивши подршку од напуљског краља Фердинанда I, Иван Црнојевић је већ средином јуна стигао у Дубровник, одакле се упутио ка Зети. У то вријеме, положај локалних турских заповједника био је веома незавидан, усљед устанка Албанаца у јужним областима Скадарског санџака. Искористивши повољну прилику, Иван Црнојевић се појавио у Зети, овладавши цјелокупним подручјем између млетачког Котора и турске Подгорице. Не рачунајући на помоћ Млечана, који су били у миру са Турцима, Иван Црнојевић се и сам обратио новом султану Бајазиту II, приставши на плаћање годишњег данка у износу од 700 дуката. Тако је Зета била обновљена као вазална држава, под врховном влашћу турског султана, али са пуном унутрашњом самоуправом. Током наредних година, Иван Црнојевић је захваљујући стању мира између Млетака и Турака успио да консолидује своју обновљену државу, у којој је владао све до смрти 1490. године.

### Владавина Ђурђа Црнојевића
Након смрти Ивана Црнојевића, на зетски пријесто долази његов син Ђурађ Црнојевић (1490—1496), који је неко време успевао да се одржи између Млечана и Турака. Већ на почетку владавине успоставио је чвршће односе са Млечанима, оженио се Јелисаветом Ерицо, која је потицала из једне од најугледнијих племићких породица у Венецији. Током наредних година, почео је да води све израженију антитурску политику, настојећи да Зету укључи у шире планове хришћанских држава за протеривање Турака. У прављењу тих планова активно су учествовали и поједини блиски рођаци Ђурђа Црнојевића, који су имали политичке везе у Италији, те је по том основу дошло и до Ђурђевог укључивања у планирање антитурских акција. Међутим, тиме је уједно био ослабљен његов положај у земљи, првенствено међу оним Ђурђевим сродницима и поданицима који нијесу жељели да кваре мир са султаном. Пошто су Турци дознали за Ђурђеве планове, над Зетом се у јесен 1496. године поново надвила опасност од поновног турског освајања.

### Друго турско освајање Зете
Зета је по други пут изгубила државну самосталност крајем 1496. године, али овога пута и коначно. Увидевши да се не може одржати, Ђурађ Црнојевић је избјегао пред Турцима, који су његову државу прикључили Скадарском санџаку, а Ђурђевом брату Стефану Црнојевићу, који је био у турској служби, оставили су породичне посједе у лично власништво. У оквиру Скадарског санџака, дотадашња област Црнојевића била је организована као вилајет Црнојевића. Такво рјешење је остало на снази све до 1513. године, када је на истом подручју основан посебан санџак Црна Гора, а за првог (и јединог) санџакбега постављен је Скендер Црнојевић, најмлађи брат Ђурђа и Стефана, који се још раније потурчио. Око 1530. године, подручје овог санџака поново је припојено Скадарском санџаку и организовано као посебан вилајет Црна Гора.

## Штампарија Црнојевића
Само четрдесетак година од штампања Гутембергове Библије (1455) у Црној Гори се оснива прва ћирилична штампарија на Балкану. Ову штампарију је водио јеромонах Макарије. Да ли је основана од Ивана или Ђурђа Црнојевића, када је и гдје почела са радом (у Млецима, Ободу или Цетињу) и шта је са њом било послије Ђурђевог одласка из Црне Горе (крај 1496) није потпуно расвијетљено. На значај ове штампарије указује и чињеница да је у вријеме њеног рада многи од великих европских градова нису посједовали (Берлин је оснива 1540. год. Москва 1553. године. Варшава 1580. год. Цариград 1729, а на словенском југу: Београд 1552. године, Љубљана 1575. године и Загреб 1695. године ). Како је Иван Црнојевић био у добрим односима са Републиком Св. Марка, у периоду од 1466. до почетка 1478. године (од почетка 1479. до краја живота ступио у отворено непријатељство са Венецијом) имајући у виду да се штампарија у Венецији појавила 1469. године — претпоставља се да је при крају периода савезништва (1476—1478) основана штампарија у Црној Гори. У то вријеме Црна Гора, била је незнатне војно-политичке моћи. Бројала је око 20 до 30.000 становника и обухватала је само планинске предјеле између Бока которске и Скадарског језера. У штампарији Црнојевића је штампано пет књига: „Октоих првогласник“ (1493/94); „Октоих петогласник“ (једина илустрована цетињска инкунабула) као наставак претходне књиге; „Псалтир“ (Цетиње, 1495) ; „Требник“ (Молитвеник за вјенчање и крштење) и „Четворојеванђеље“ (познато по препису из 1498).

## Владари
- Стефан I Црнојевић (1451—1465)
- Иван Црнојевић (1465—1490)
- Ђурађ Црнојевић (1490—1496)
- Стефан II Црнојевић, баштиник породичних поседа под турском влашћу (1496—1499)
- Скендер Црнојевић, црногорски санџакбег (1513—1530)